# Until the End of Time (canção de Justin Timberlake)
"Until the End of Time" é uma canção pop/R&B escrita por Justin Timberlake, Tim Mosley, e Nate Hills para o segundo álbum solo de Timberlake, FutureSex/LoveSounds (2006). É o sexto single do álbum. Antes mesmo de ser oficialmente lançada, ela foi muito tocada em rádios urbanas. A Orquestra Benjamin Wright faz participação na parte instrumental. A data oficial de lançamento foi 5 de Junho de 2007, apenas para as rádios urbanas.

## Remix
O remix oficial, com a participação de Beyoncé, foi lançado nos Estados Unidos no dia 26 de Setembro de 2007, de acordo com a Billboard.com, e seu CD Single dia 13 de Novembro de 2007.

## Desempenho

### Posições
| Tabelas musicais (2007)                | Melhor posição |
| -------------------------------------- | -------------- |
| Estados Unidos - Billboard R&B/Hip-Hop | 3              |
| Estados Unidos - Billboard Pop 100     | 54             |
| Estados Unidos - Billboard Hot 100     | 17             |

### Certificações
| País / Certificadora  | Certificações |
| --------------------- | ------------- |
| Estados Unidos / RIAA | Ouro          |